# Bundesautobahn 395
De Bundesautobahn 395 (kort BAB 395, A395 of 395), ook wel Harz-Highway genoemd, was tot 1 januari 2019 een Duitse autosnelweg die liep vanaf Braunschweig naar Vienenburg. Het had een lengte van 36 kilometer en verbond de A39 bij Braunschweig met de snelwegachtige B6n bij Vienenburg. Op 1 januari 2019 werd de A395 onderdeel van de A36. Sindsdien is het niet meer als nummer in gebruik.
De A395 begon niet bij Dreieck Braunschweig-Südwest met de A39 maar ongeveer 400 meter zuidelijker. De eerste 400 meter, onderdeel van de B4, is toegankelijk voor voertuigen die niet op de snelweg mogen. Hierdoor blijft de wijk Melverode voor die voertuigen toegankelijk zonder om te moeten rijden. Daarnaast bevindt zich er een afrit voor een tankstation en de autoboulevard op dit korte trajectdeel. Bij aansluiting Braunschweig-Melverode begon de snelweg in zuidelijke richting. Vervolgens werden de plaatsen Wolfenbüttel en Schladen gepasseerd om bij Vienenburg op de B6 (nu A36 en A369) aan te sluiten. Tot 2001 liep de A395 verder door in zuidelijke richting tot Bad Harzburg. Bij de bouw van de B6 verder naar het oosten werd dit gedeelde afgewaardeerd en bij de B6 gevoegd. 

## Geschiedenis
Voor de snelweg was tot in de jaren 70 oorspronkelijk het nummer A369 voorzien. Doordat de plannen van de oude A36 verworpen werd, werd de nummering van de snelweg afhankelijk van de A39 en vervolgens in A395 veranderd. De snelweg werd in delen tussen 1972 en 1994 geopend. 
In 1999 begonnen de werkzaamheden voor de oostelijke verlenging van de aansluitende B6 in het zuiden naar Saksen-Anhalt. Daardoor werd in 2001 het knooppunt Dreieck Nordharz geopend en het snelwegeinde tot hier verlegd. Het gedeelte tussen het knooppunt en aansluiting Westerode werd bij de B6 gevoegd en werd hierbij de directe voorloper van de huidige A369.
Op 21 juli 2017 werd aangekondigd dat per 1 januari 2019 de toenmalige A395 in de nieuw te vormen A36 opgaat. Het afgewaardeerde gedeelte zuidelijk van Dreieck Nordharz werd gelijktijdig opgewaardeerd onder het oude nummer A369. Door de omnummering werd vanaf 18 december 2018 provisorisch gestart met het aanpassen van de bewegwijzering door het wegnummer aan te passen met een sticker.

## Galerij

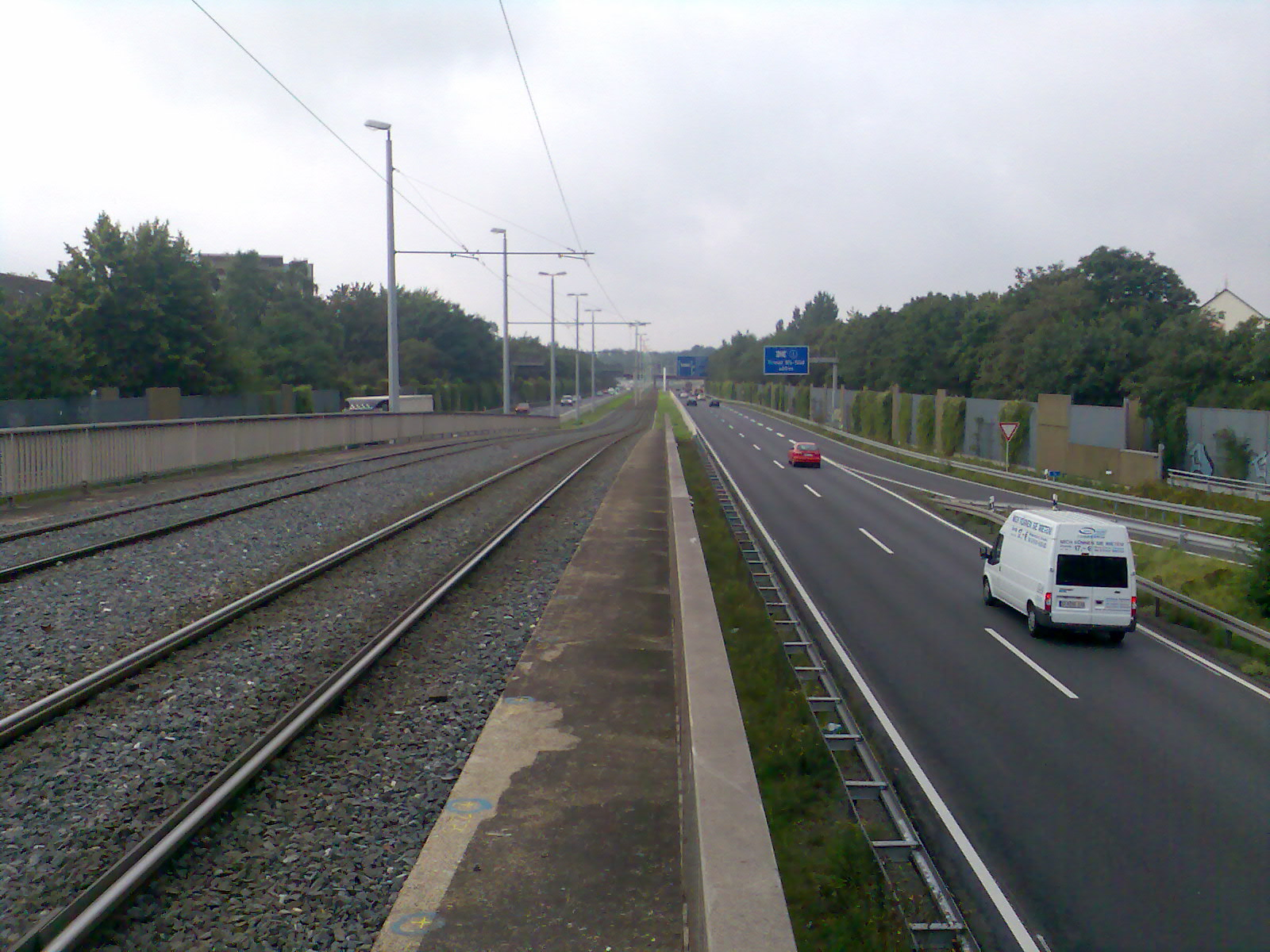
Blik vanaf de tramhalte Sachsendamm op de A395. (2007)
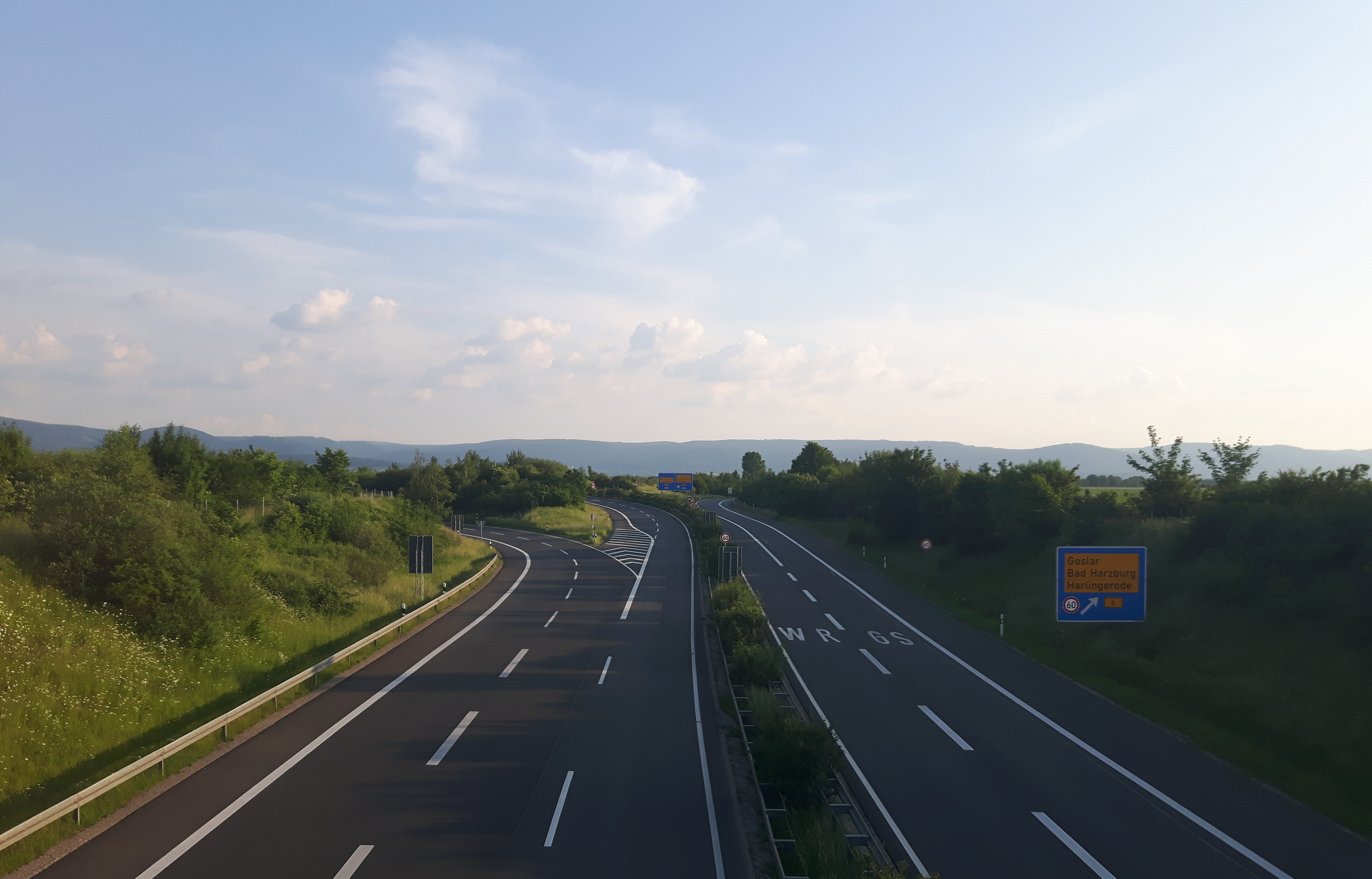
Zuidelijke einde bij Dreieck Nordharz op toen nog de B6. (2016)